# Kirche von Nylars
Die Kirche von Nylars (dänisch Nylars Kirke) ist eine von vier Rundkirchen auf der dänischen Insel Bornholm im Ort Nylars.
Sie wurde um 1335 nach dem heiligen Nikolaus benannt. (Der alte dänische Name für Nikolaus war Nilaus, woraus der Name Nylars entstand.)

## Geschichte und Architektur

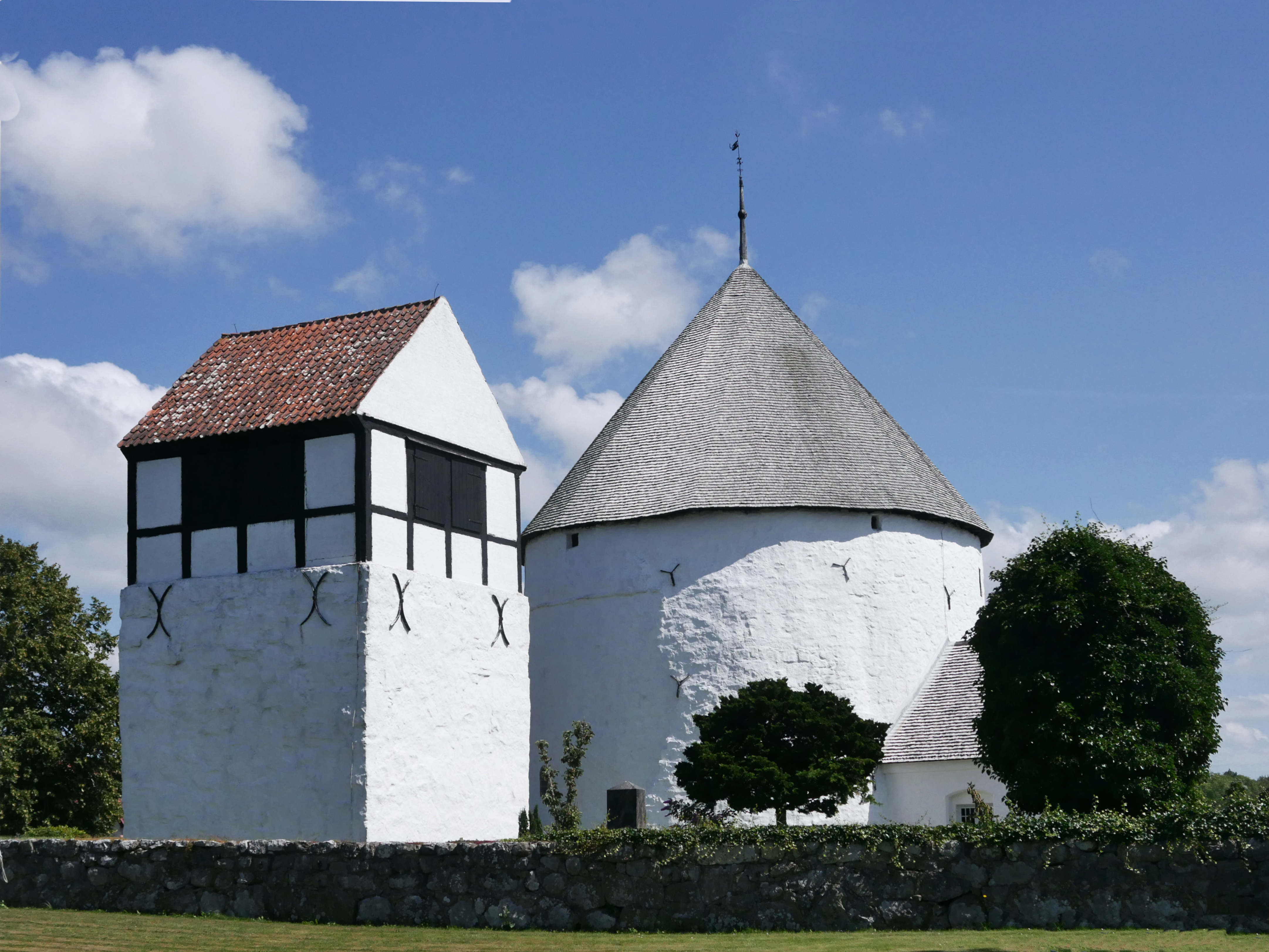
Rundkirche mit Glockenturm

Die Kirche wurde um 1165 unter der Herrschaft von König Waldemar (1157–1182) erbaut. Sie gilt als die am besten erhaltene der vier Bornholmer Rundkirchen und hat als einzige keine Stützmauern. Sie ist von einer festungsartig verstärkten Außenmauer umschlossen, die zusammen mit dem Mittelpfeiler die Decken- und Dachlasten aufnimmt.
Die Rundkirche hat drei Stockwerke. Das unterste Stockwerk bildet den Kirchenraum (das Rundschiff) mit einem Innendurchmesser von 11 m. Die beiden oberen Stockwerke sind nur durch enge, gut zu verteidigende Aufgänge erreichbar. Der zweite Stock diente als Schutzraum für die Bevölkerung und in Friedenszeiten als Lagerraum für die Bauern. Die dritte Ebene war für die Verteidigung gegen Seeräuber ausgestaltet, die über die Ostsee auf die Insel kamen. Eine Rekonstruktion von Charles Christensen von 1939 zeigt die Nylars-Kirche als Wehrkirche, die obere (dritte) Ebene hat einen umlaufenden Wehrgang, und darüber erhoben sich zwei weitere Plattformen.
Das charakteristische Kegeldach erhielt die Rundkirche erst im 16. Jahrhundert.
In der Vorhalle aus dem Jahre 1879 stehen zwei Runensteine. Hinter der Kanzel befindet sich ein Fenster mit einer Glasmalerei, die eine Sanduhr und die lateinische Inschrift „ultima latet“ zeigt, das heißt übersetzt: „die letzte (Stunde) ist verborgen“.

### Innenraum
Im Jahr 1882 wurde das Innere der Kirche unter Leitung von Mathias Bidstrup renoviert, dabei wurden Altar und Kanzel erneuert. Die Kirche hat das einzige erhaltene romanische Fenster einer Bornholmer Rundkirche; mit den Maßen 52 × 27 cm ist es so klein, dass kein Erwachsener hindurchklettern konnte.

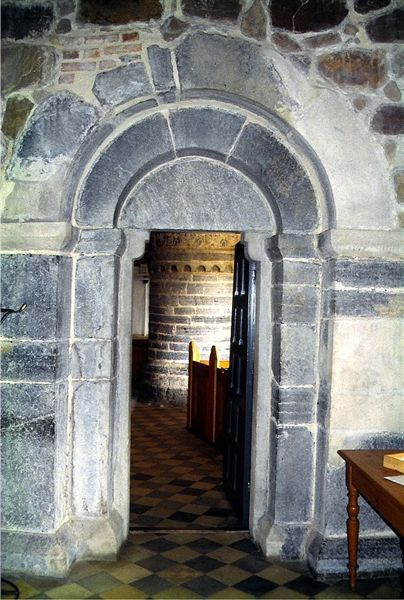
Südportal
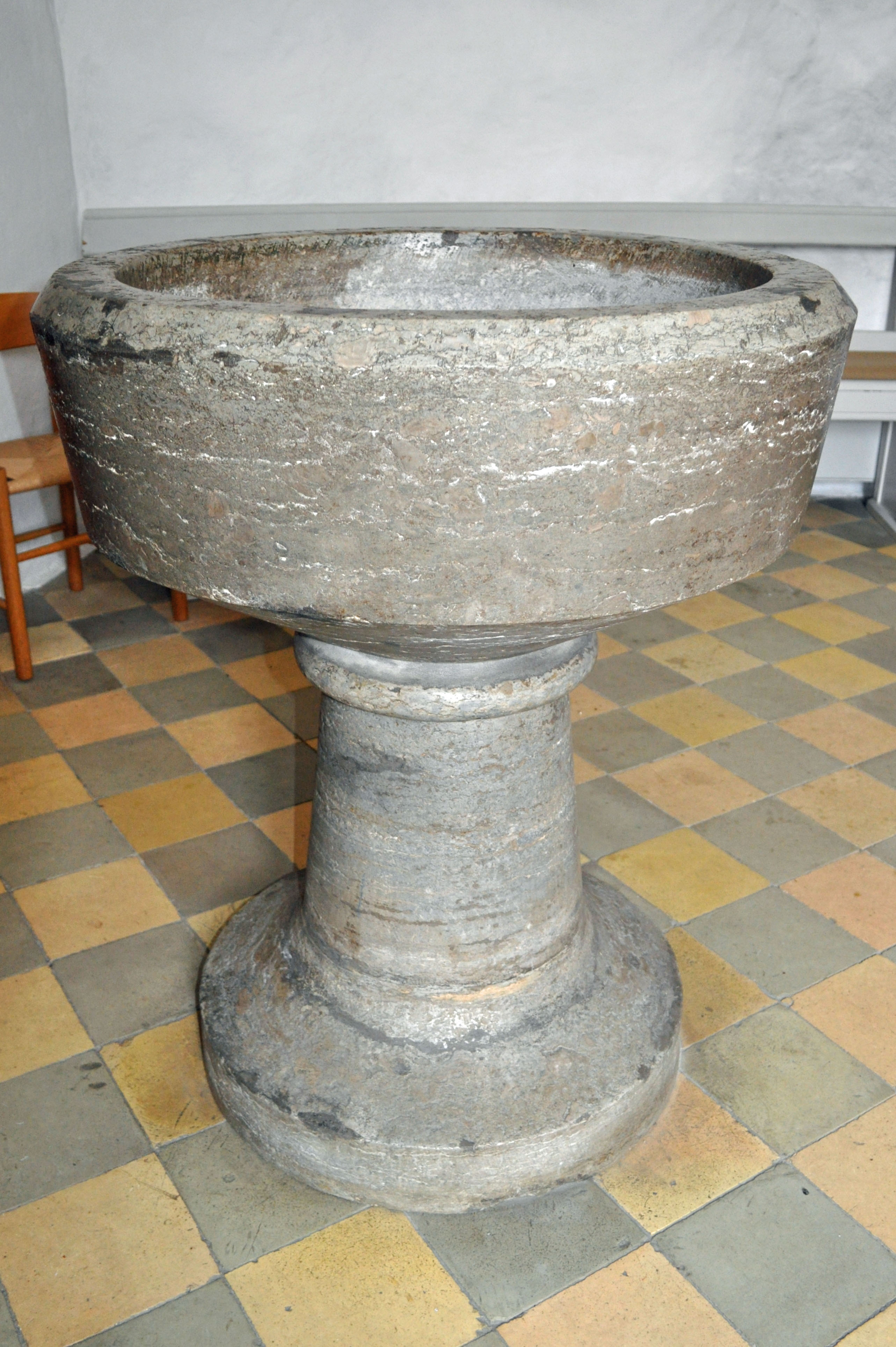
Taufstein
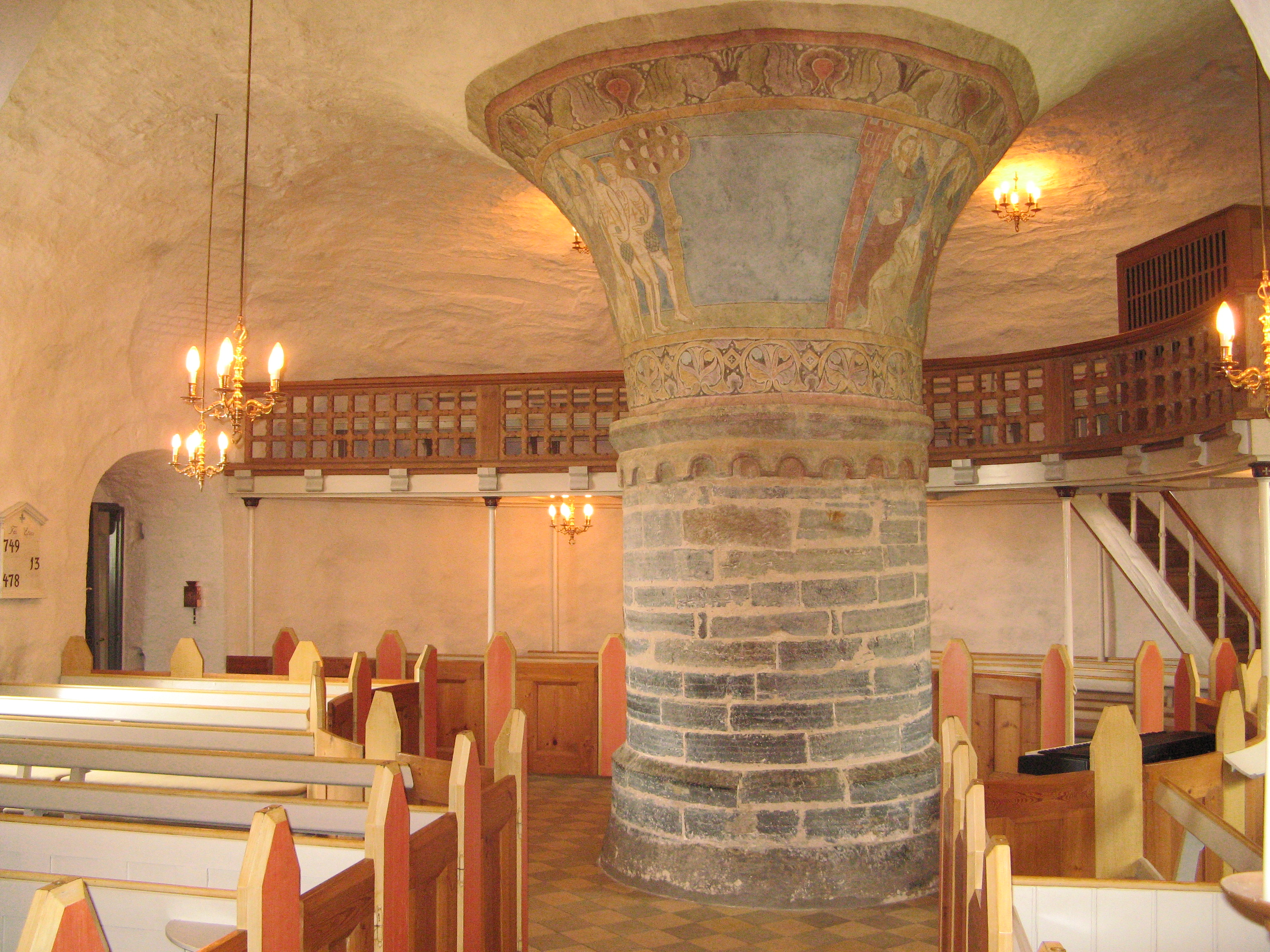
Rundschiff nach Westen
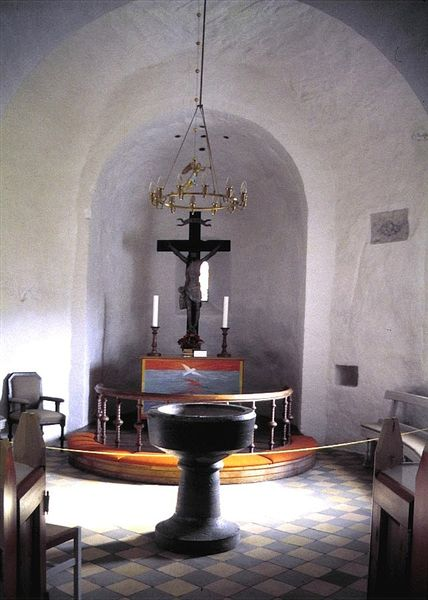
Chor und Apsis
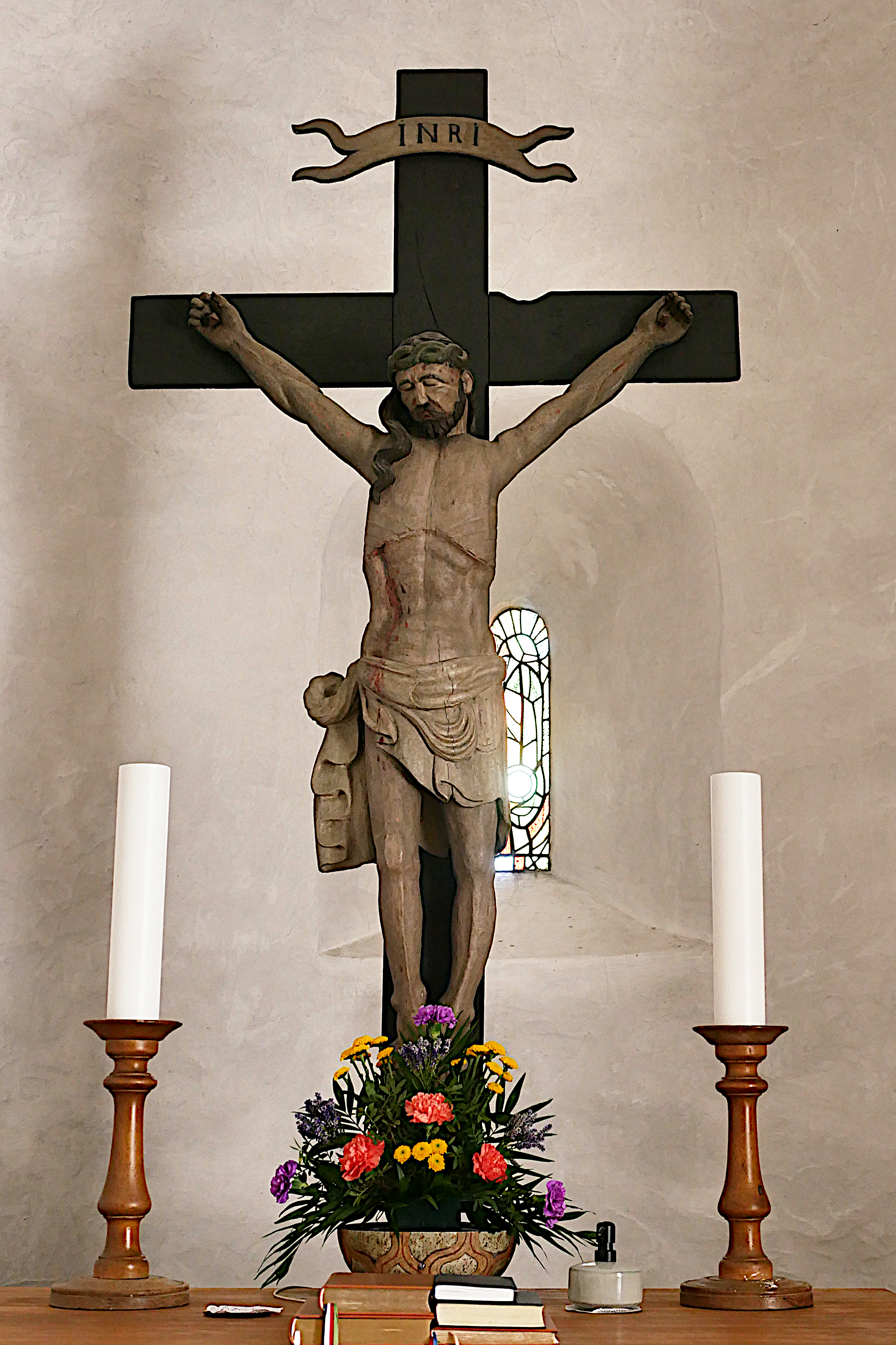
Altarkreuz
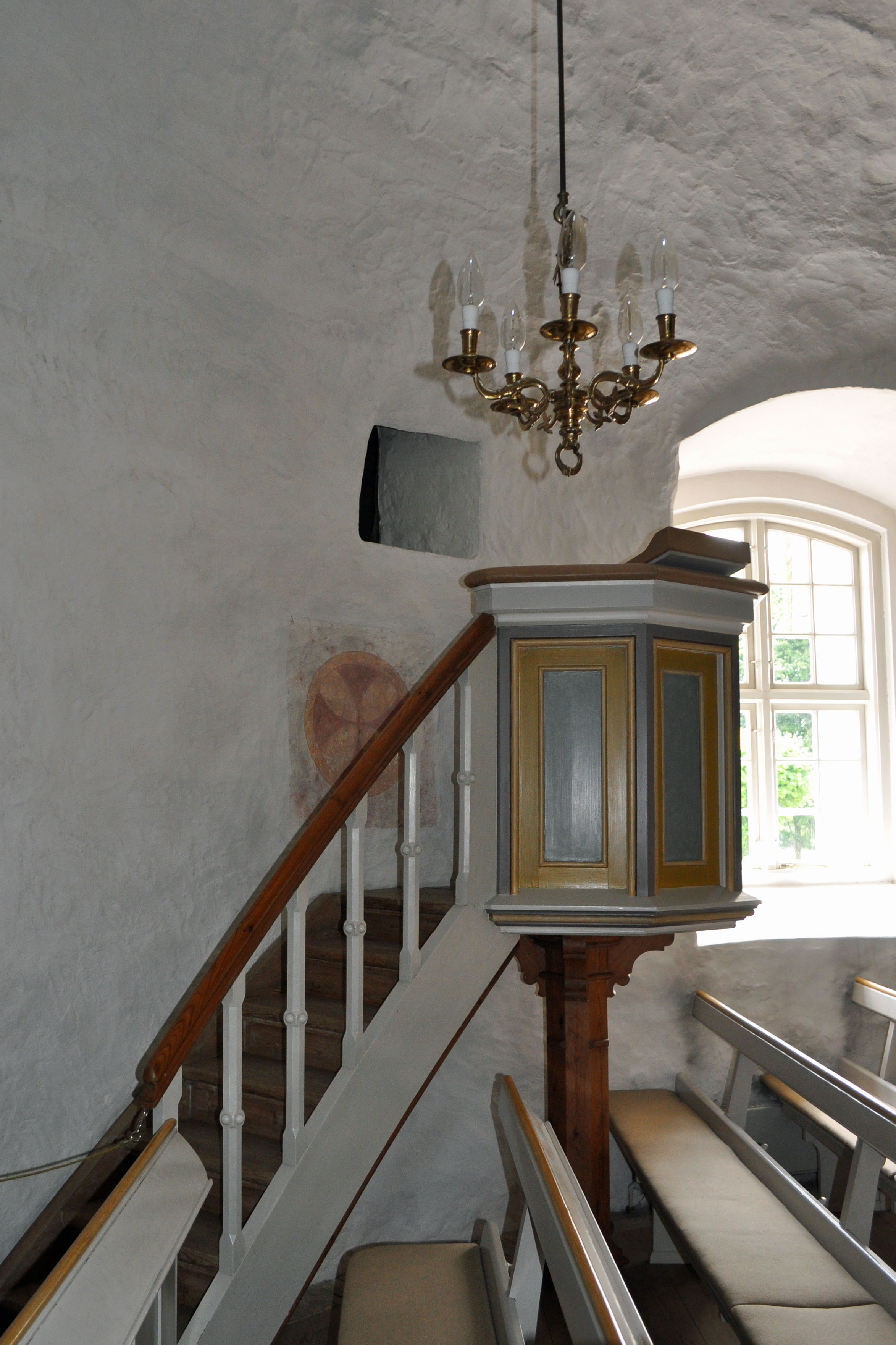
Kanzel, im Hintergrund das Weihekreuz

### Fresken
Der Mittelpfeiler ist mit Fresken bemalt, die auf ca. 1250 datiert werden. Sie zeigen Szenen von der Erschaffung Adams und Evas bis zur Vertreibung aus dem Paradies.

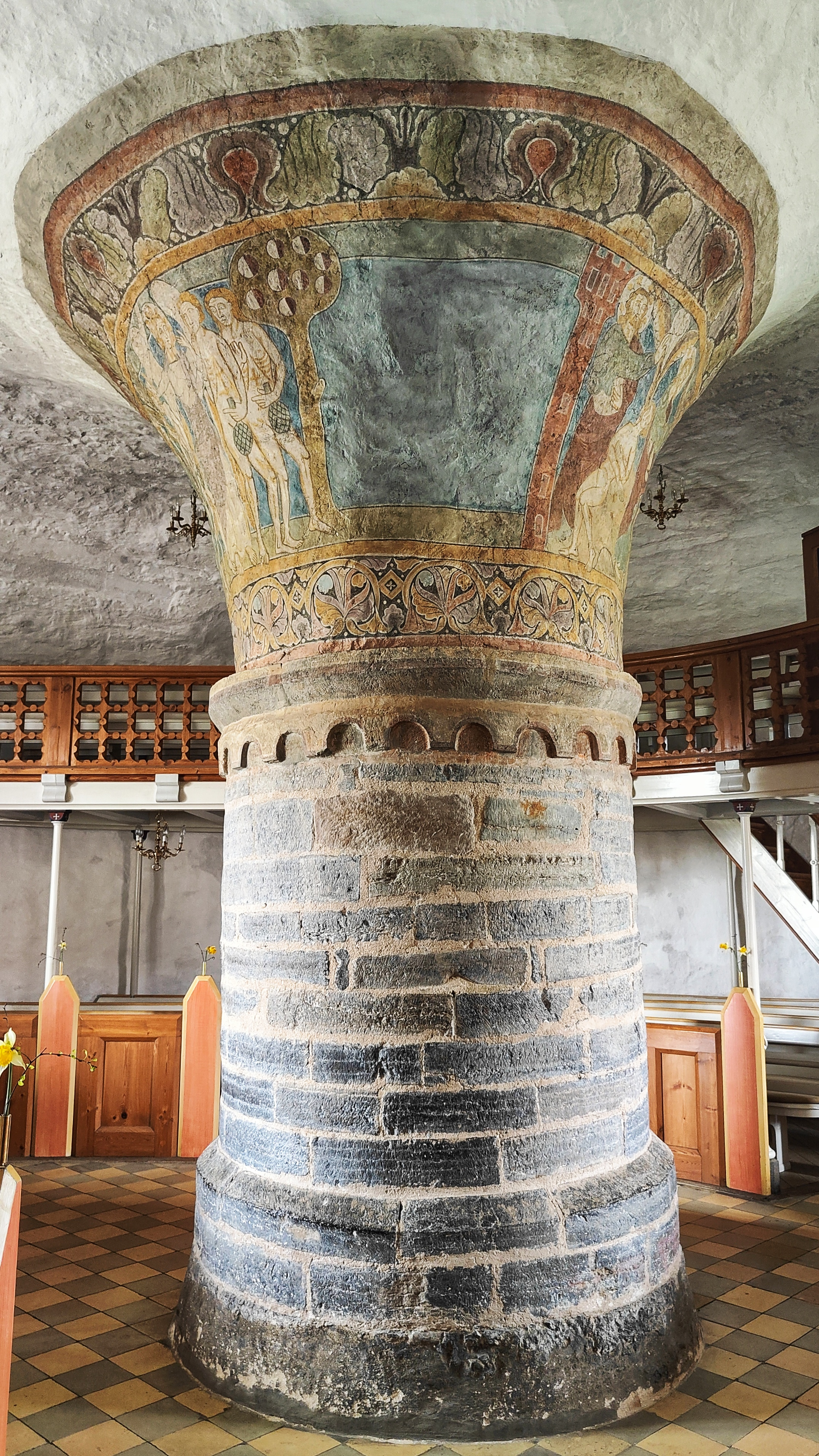
Mittelsäule mit den Fresken
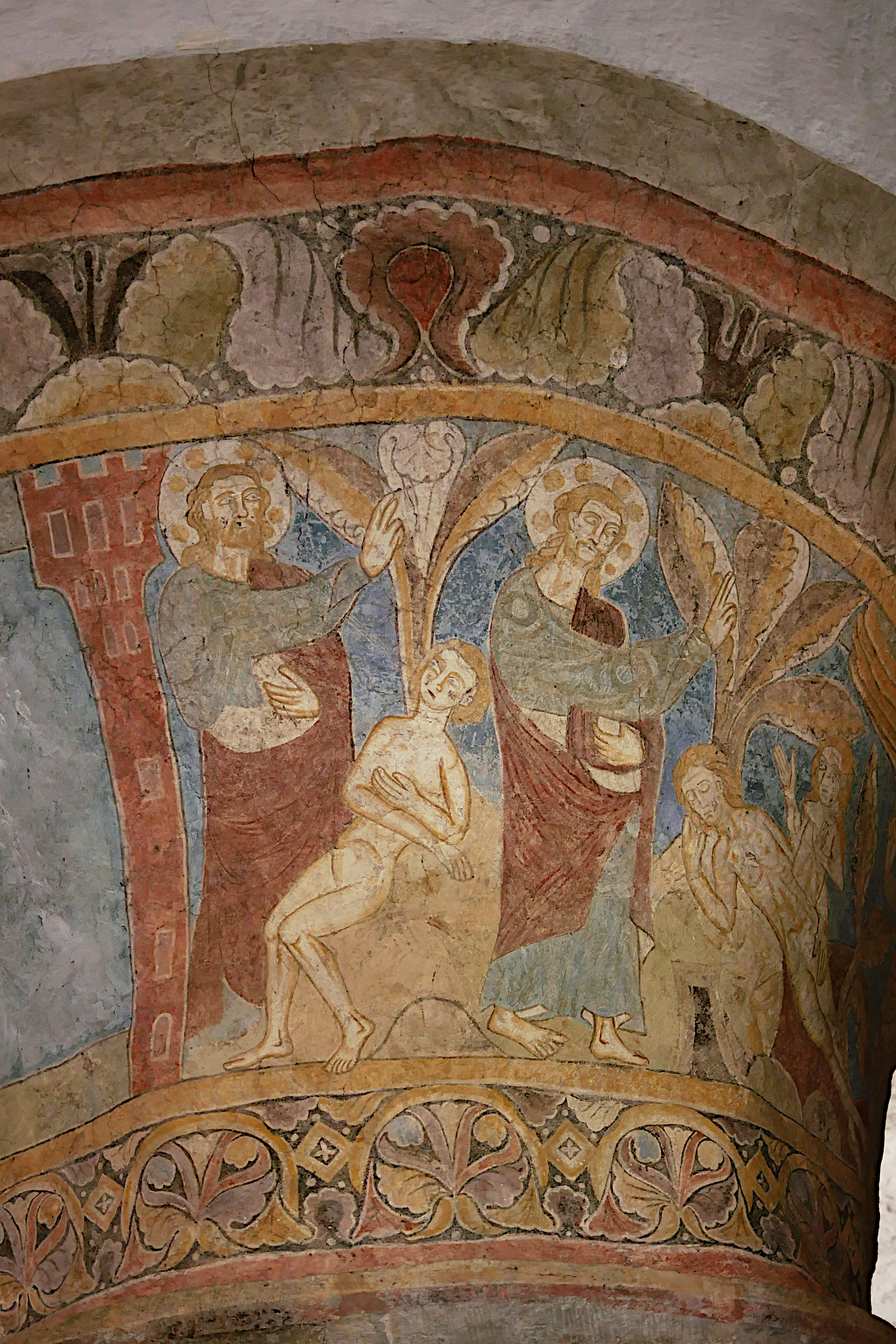
Die Erschaffung Adams
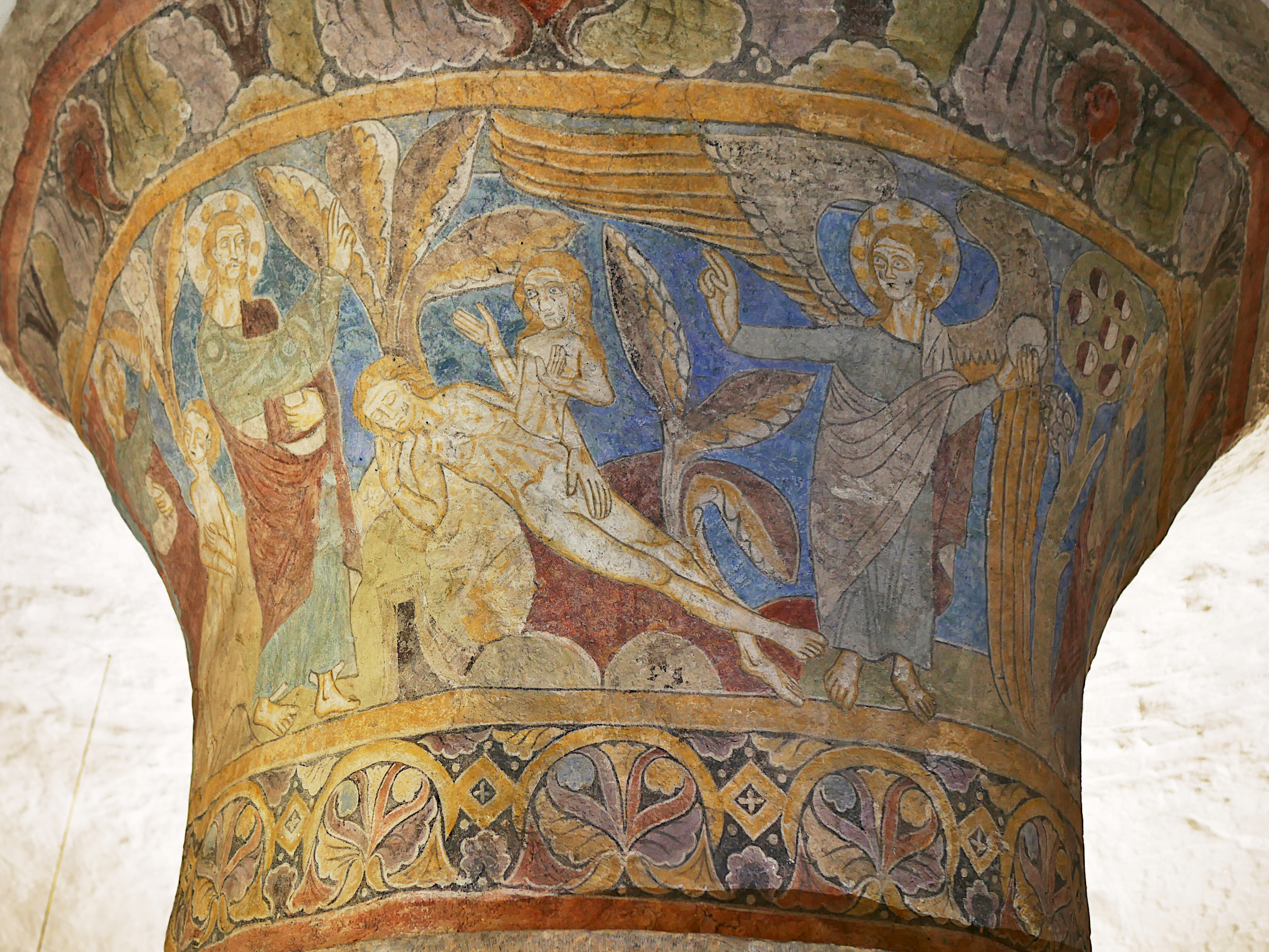
Die Erschaffung Evas
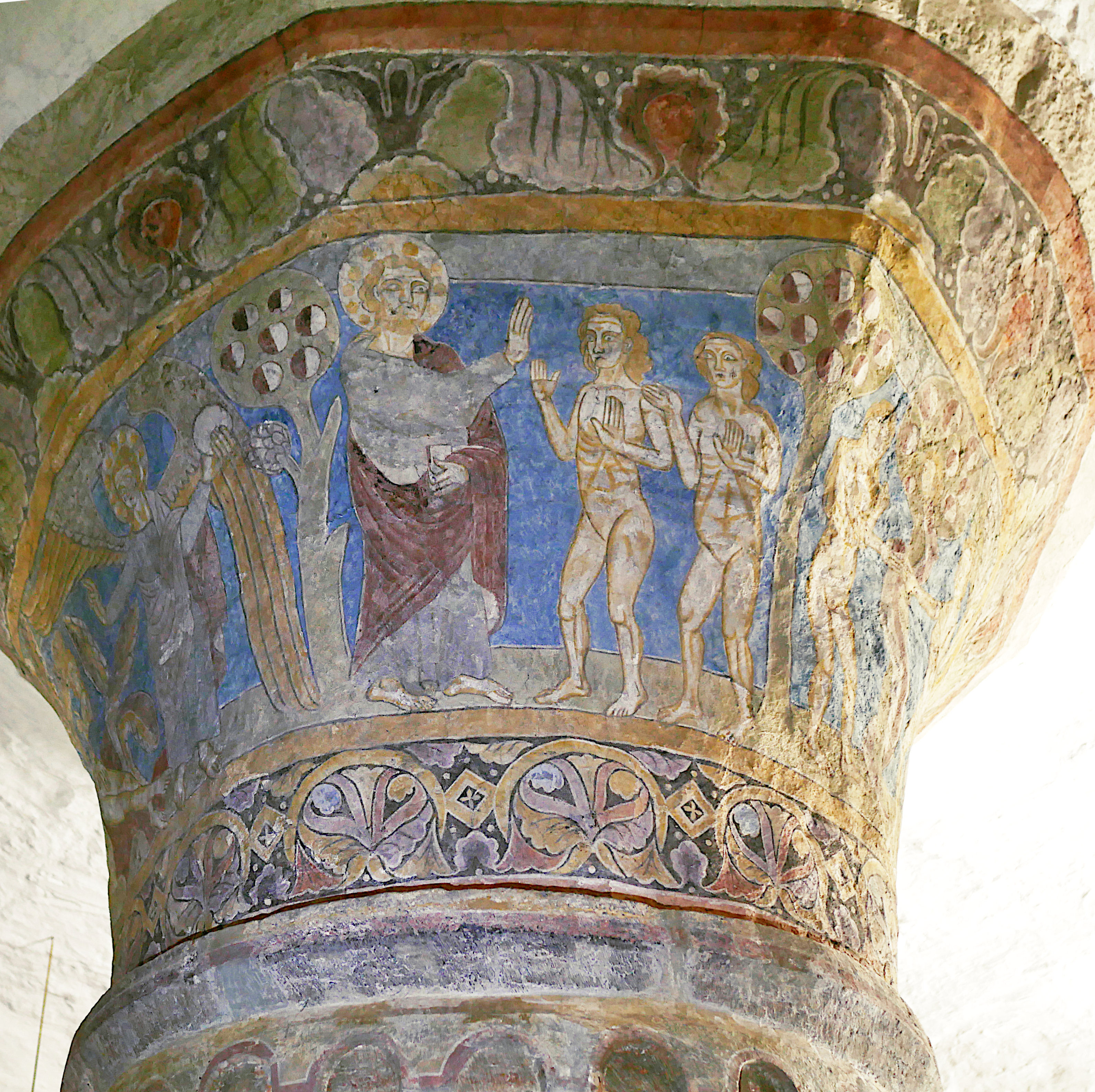
Die Ermahnung
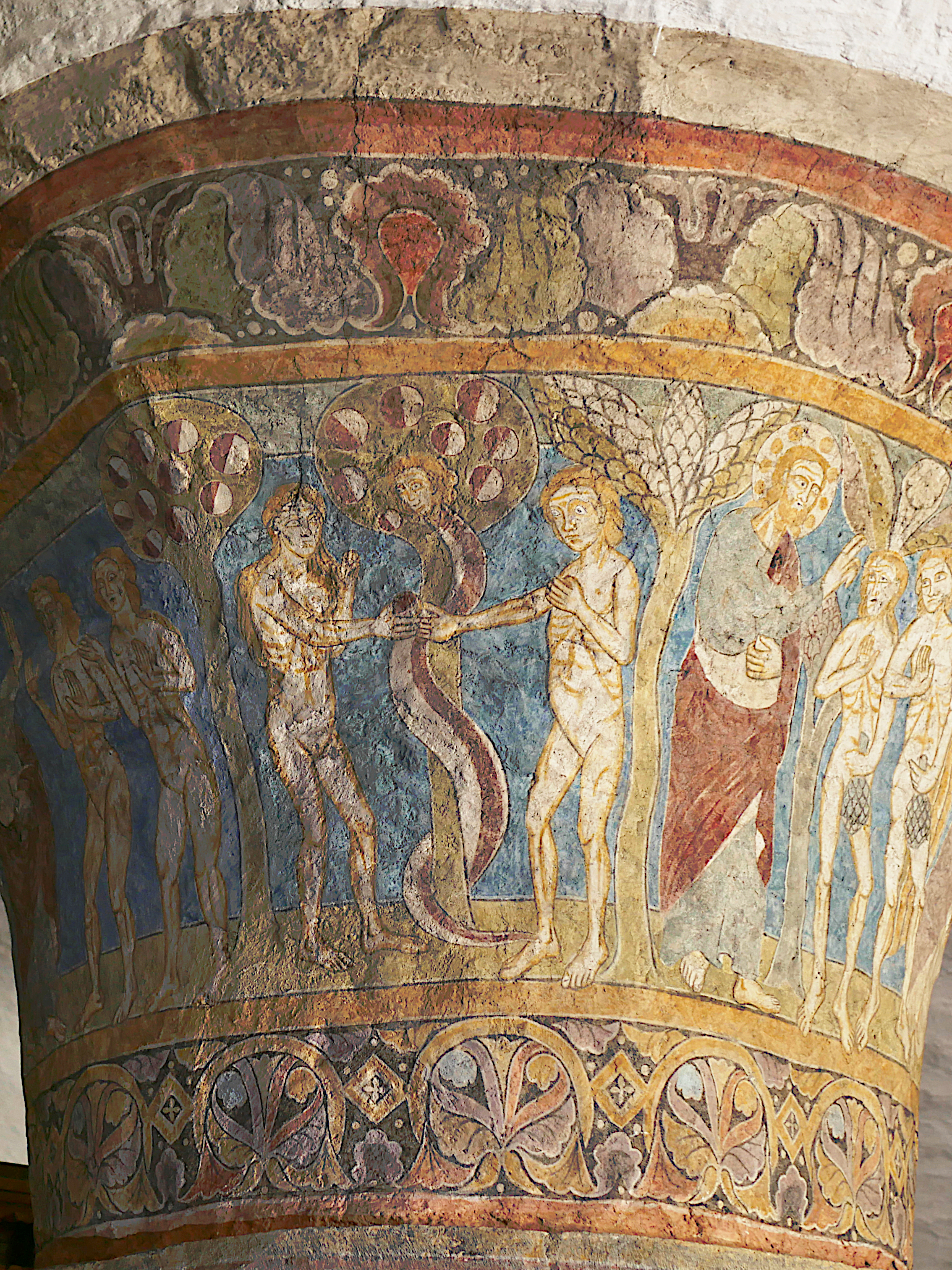
Der Sündenfall
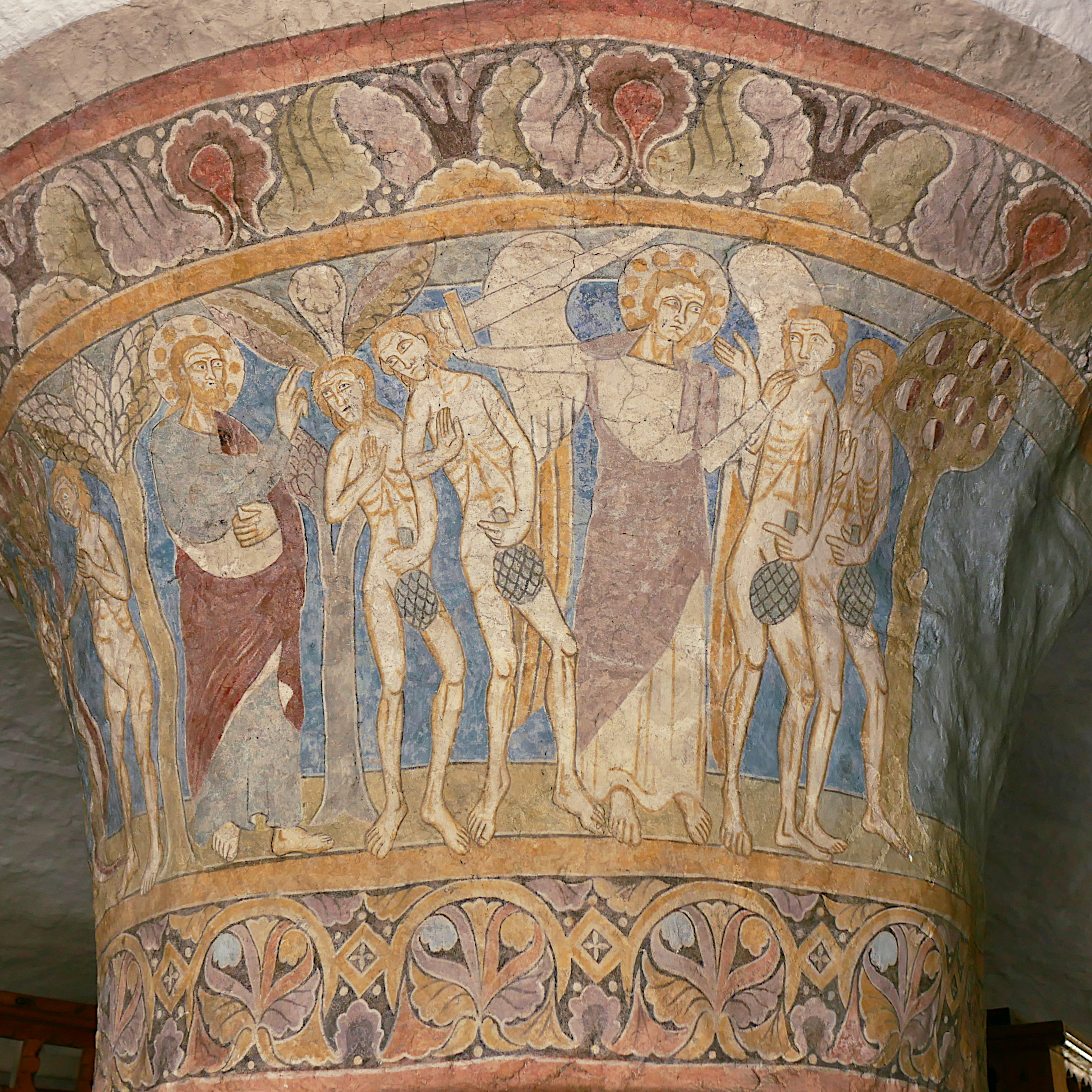
Gott tadelt Adam und Eva und die Die Vertreibung aus dem Paradies

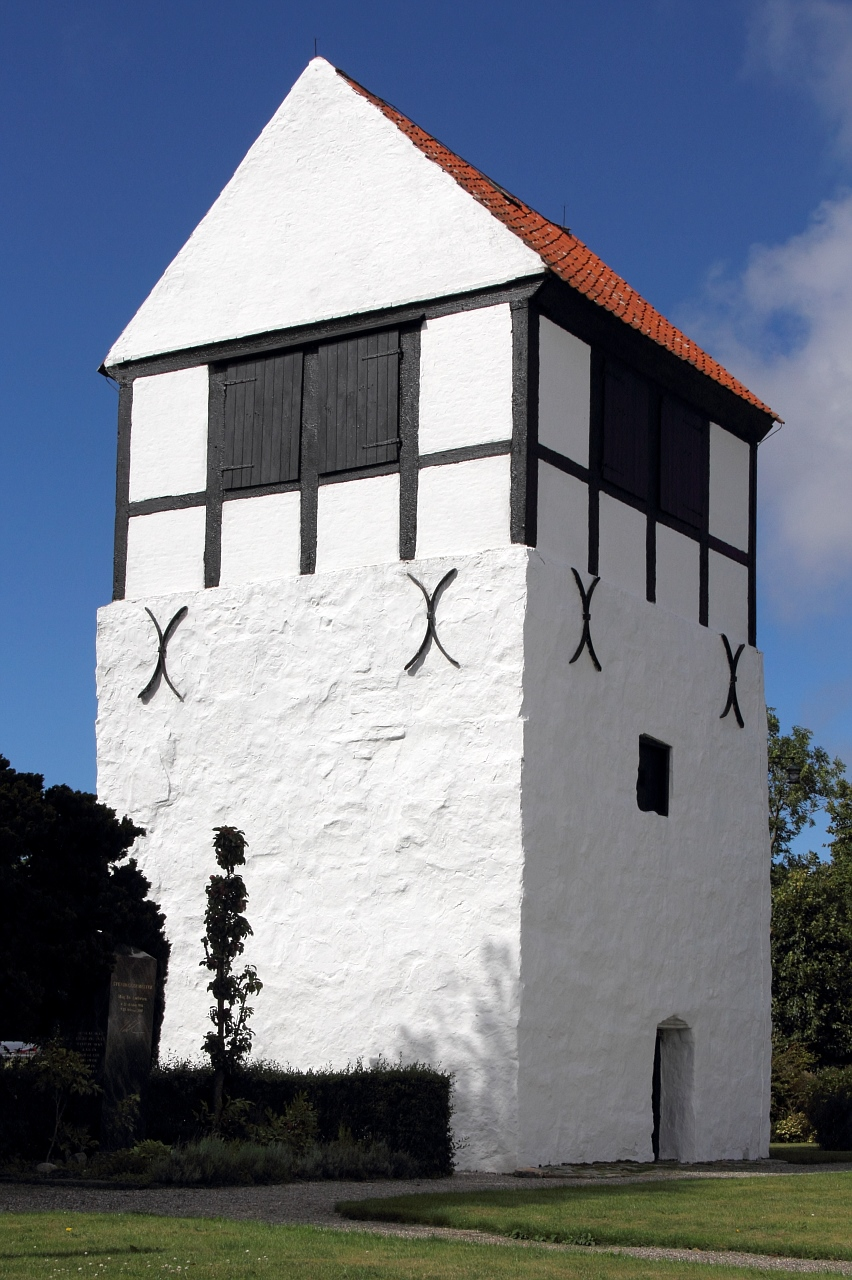
Glockenturm der Nylars Kirke

### Glockenturm
Der etwa 5 × 7 Meter messende Glockenturm steht ca. 13 Meter westlich der Kirche.